# Rodrigo Machado
Rodrigo Machado, vollständiger Name Rodrigo Machado Silvera, (* 23. März 1996) ist ein uruguayischer Fußballspieler.

## Karriere
Mittelfeldakteur Machado gehörte seit der Clausura 2016 dem Profikader des Zweitligisten Canadian Soccer Club an. In der Saison 2015/16 wurde er dort dreimal in der Segunda División eingesetzt. Einen Treffer erzielte er nicht. In der Saison 2016 bestritt er zwei Zweitligaspiele ohne persönlichen Torerfolg.